# Chris Kamara
Christopher Kamara, detto Chris (Middlesbrough, 25 dicembre 1957), è un allenatore di calcio ed ex calciatore inglese, di ruolo centrocampista.

## Carriera

### Club
È nato a Middlesbrough nel Natale 1957 da padre senegalese e madre inglese.
Totalizza 778 presenze e 86 gol in tutte le competizioni, giocando tra la prima e la quarta divisione del calcio inglese. Votato giocatore dell'anno dello Swindon Town nel 1980 e dello Stoke City nel 1989, risulta al sedicesimo posto nella classifica dei 50 peggiori calciatori che abbiano mai giocato in Premier League stilata dal Times nel 2007.

## Palmarès

### Club

#### Competizioni nazionali
- Football League Two: 1

Swindon Town: 1985-1986